# Rue Louis-Majorelle
La rue Louis-Majorelle est une voie de la commune de Nancy, dans le département de Meurthe-et-Moselle, en région Lorraine.

## Situation et accès
Située à l'ouest de Nancy, la rue Louis-Majorelle va de la rue du Viel-Aitre à la rue Palissot en formant un angle droit.

## Origine du nom
Elle porte le nom de l'ébéniste et décorateur du mouvement Art nouveau de l'École de Nancy Louis Majorelle (1859-1926) dont les ateliers se situe jusqu'au lendemain de la deuxième guerre mondiale dans la rue du Viel-Aitre.

## Historique
D'abord ancienne rue particulière portant le nom du promoteur Isisdore Bernard créée en 1931, elle est classée et dénommée en 1934.

## Bâtiments remarquables et lieux de mémoire
- no 1 : Villa Majorelle, dont la bâtisse, y compris le mur de clôture et le portail, est classé au titre des monuments historiques par arrêté du 28 novembre 1996[2].